# Nadagarodes nunctata
Nadagarodes nunctata là một loài bướm đêm trong họ Geometridae.